# Hiria
Hiria (jónico: Ὑρίη Huriē, koiné: Ὑρία Huria) es un topónimo mencionado en el Catálogo de las naves de la Ilíada, donde Hiria y la pedregosa Áulide encabezan la lista de los lugares de donde procedían los soldados del contingente de Beocia.
El lugar fue asignado al territorio de Tanagra por Estrabón, aunque dice que anteriormente estaba en territorio de Tebas. También menciona que algunos la relacionaban con otra localidad llamada Hisias. Estrabón no es más preciso sobre su localización, ya que al parecer no estaba habitada en su tiempo. Pausanias no la menciona. 
Pese a que Esteban de Bizancio la situaba en las proximidades de Áulide, orientada hacia el estrecho de Euripo, se desconoce su localización exacta. Los especialistas modernos han sugerido diferentes lugares donde podría haber estado ubicada: próxima a Megalo Vuno, que es una colina que está al sur de la bahía de Vurko; o bien en un montículo al norte de Paralia; o en un monte de Vlija, que se encuentra al norte de Áulide.
Aquí vivió un rey llamado Hirieo (griego antiguo Ὑριεύς) que no tenía hijos, y que había rezado a los dioses para tener uno. Zeus, Poseidón y Hermes le visitaron disfrazados, orinaron en una piel de toro, la enterraron en la tierra, y esta produjo un niño. Debido a estas circunstancias de su nacimiento fue llamado Orión, como si hubiera nacido de la orina.
Dado que según la obra Glossai de Hesiquio de Alejandría, la palabra cretense ὕρον - hyron significaba «enjambre de abejas» o «colmena», se ha relacionado el topónimo de Hiria con el significado de «lugar de la cría de abejas».